# Zeytin-Kosh
La monataña de Zeytin-Kosh (del ruso: Зейтин-Кош), en ucraniano: Зейтін-Кош, en tártaro de Crimea: Zeytin Qoş situada en Ucrania en la península de Crimea, de la República Autónoma de Crimea, contiene el tercer pico más alto de Crimea, con una altura de 1537 metros.